# Podgórka (Rajcza)
Podgórka – część wsi Rajcza w Polsce, położona w województwie śląskim, w powiecie żywieckim, w gminie Rajcza.
W latach 1975–1998 Podgórka administracyjnie należała do województwa bielskiego.